# Dlužní úpis

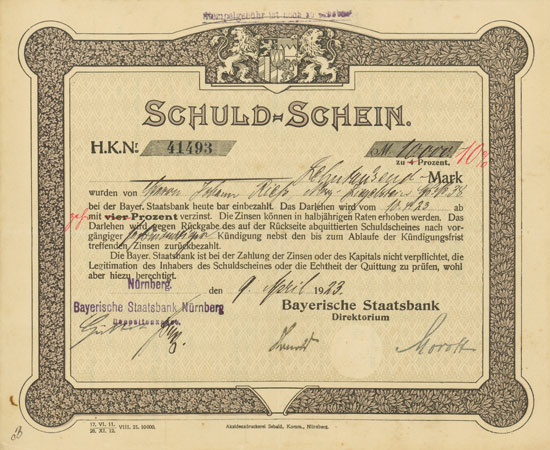
Dlužní úpis z roku 1923

Dlužní úpis je samostatná listina obsahující prohlášení o existenci dluhu, kterou dlužník vystaví věřiteli. Nejčastěji má podobu uznání dluhu, pokud obsahuje označení důvodu i výše dluhu, může ale jít i o jiné písemné potvrzení pohledávky. Dlužní úpis tedy potvrzuje už existující závazek, vzniklý z předchozí smlouvy, většinou zápůjčky peněz.
V případě uznání dluhu má vystavení dlužního úpisu důsledky hmotněprávní (přerušuje se promlčení dluhu a počíná běžet nová, desetiletá promlčecí lhůta) i procesněprávní (platí vyvratitelná právní domněnka, že dluh v době uznání trval v rozsahu, v jakém jej dlužník uznal, jeho neexistenci tedy musí v soudním řízení prokázat dlužník).
Jestliže věřitel dlužní úpis vydá dlužníkovi, aniž by byl dluh splněn a aniž by mu zároveň vystavil kvitanci, vyjadřuje tím prominutí dluhu. Naopak splní-li dlužník dluh, má podle § 1952 občanského zákoníku právo na vrácení dlužního úpisu. Není-li to možné, vydá mu věřitel potvrzení o tom, že dlužní úpis pozbyl platnosti.